# سونيا روف
سونيا روف Sonja Ruf (ولدت في 10 أبريل 1967 في بفورتسهايم) هي كاتبة ألمانية.

## حياتها
نشأت سونيا روف في إحدى القرى في منطقة الغابة السوداء الشمالية. تلقت تدريبا في مجال تجارة كتب دور النشر في شتوتغارت، ثم عملت مراجعة في إحدى دور النشر. ثم درست التاريخ في فرانكفورت على الماين. وعملت بعد توقفها عن الدراسة مؤلفة وكاتبة مسرحية في أحد المسارح الاستعراضية الراقصة في فرانكفورت على الماين. وفي عام 1996 اشتركت في مسابقة إنجيبورج باخمان في كلاجنفورت.
وقد كتبت سونيا روف العديد من الروايات والقصص.
وهي عضو في اتحاد الكتاب الألمان. وحصلت على جوائز عدة من بينها: منحة دراسية من صندوق الأدب الألماني في عام 1994، ومنحة لدراسة الأدب من المؤسسة الفنية في ولاية بادن فورتمبرج في عام 1996.

## من أعمالها
- بين الطاهي والنادل 2006
- كازينو روزنتال 2008